# Marija Pawłowa
Marija Pawłowa, bułg. Мария Павлова (ur. 1971 w Płowdiwie) – bułgarska prawniczka, prokurator, w 2017 i w latach 2024–2025 minister sprawiedliwości.

## Życiorys
W 1990 ukończyła szkołę średnią, a w 1996 studia prawnicze na Uniwersytecie Płowdiwskim im. Paisjusza Chilendarskiego. Od 1998 pracowała jako śledcza w Sofii, a od 2006 do 2012 jako prokurator w prokuraturze rejonowej w tym mieście. W 2016 awansowała do Nacjonalnata słedstwena służba, krajowego urzędu śledczego. W styczniu 2017 objęła stanowisko ministra sprawiedliwości w technicznym rządzie Ognjana Gerdżikowa. Zajmowała je do maja tegoż roku, powróciła następnie do pracy jako śledczy. W kwietniu 2024 ponownie została ministrem sprawiedliwości, wchodząc w skład przejściowego gabinetu Dimityra Gławczewa. Pozostała na tym stanowisku również w utworzonym w sierpniu 2024 drugim gabinecie dotychczasowego premiera, kończąc urzędowanie w styczniu 2025.

## Życie prywatne
Mężatka, ma jedno dziecko. Jej mąż również został prokuratorem.